# Paraziţii
Paraziţii (рум. "Паразити") — це румунський реп-гурт, з Бухаресту. Гурт складається з трьох членів: Cheloo (Cătălin Ştefan Ion), Ombladon (Bogdan Ionuţ Pastaca), і FreakaDaDisk (Petre Urda). Група в основному відома своїми важкими бітами та гумористичною лірикою на політичну тематику.
Paraziţii є піонерами реп-музики у своїй країні. Разом з іншим гуртом B.U.G Mafia вони є одними з найзнаніших хіп-хоп колективів Румунії.
За часи своєї діяльності, через відверту лірику та кліпи, гурт неодноразово ставав жертвою цензури. Paraziţii зазнавали утисків у відео- та радіо- ефірах, а рекорд-лейбли відмовлялися укладати з ними контракти. У зв'язку з цим був записаний та виданий сингл Jos cenzura (рум. "Геть цензуру!").
У 2003-му вони заснували свій власний лейбл "20 CM Records". На ньому видаються як платівки гурту, так і сольні альбоми Cheloo і Ombladon.

## Дискографія
- 1995 - Poezii pentru pereţi (Poetry For The Walls)
- 1996 - Nimic normal (Nothing Normal)
- 1997 - Suta (The Hundred)
- 1999 - Nici o problemă (No Problem)
- 2000 - Iartă-mă (Forgive Me)
- 2001 - Categoria grea (Heavyweight)
- 2001 - Împuşcă-te (Shoot Yourself) (maxi single)
- 2002 - În focuri (In Flames) (maxi single)
- 2002 - Bad Joke (maxi single)
- 2002 - Irefutabil (Irefutable)
- 2004 - Jos cenzura (Down with Censorship) (maxi single)
- 2004 - Best of... primii 10 ani (Best of... The First 10 Years) (2 CD compilation)
- 2005 - Violent (Violent) (maxi single)
- 2005 - Confort 3 (Low Comfort)
- 2007 - Slalom printre cretini (Drifting Through Morons)
- 2009 - Slalom printre cretini (Reissue) (Drifting Through Morons)
- 2010 - Tot ce e bun tre' să dispară (Everything That's Good Has Got To Go)
- 2012 - Ce n-avem acasă (Чого не маємо вдома)
- 2014 - Bot în bot cu o lepră mică

Сольні альбоми Cheloo та Ombladon
- 2003 - Sindromul Tourette (Tourette's Syndrome) - /Cheloo/
- 2004 - Condoleanţe (Condolences) - /Ombladon/
- 2006 - Fabricant de gunoi (Garbage Manufacturer) - /Cheloo/
- 2007 - Cel mai prost din curtea şcolii (The Dumbest Kid in the School Yard) - /Ombladon/
- 2011 - Cel care urăște (The One Who Hates) - /Cheloo/